# Frances Fyfield
Pour les articles homonymes, voir Fyfield.
Œuvres principales
- Ombres chinoises
- Série Sarah Fortune
- Série Helen West

Frances Fyfield est le pseudonyme de la juriste britannique Frances Hegarty, née le 18 novembre 1948 dans le comté de Derbyshire, Angleterre, sous lequel elle publie des romans policiers.

## Biographie
Diplômée en droit de l'université de Newcastle upon Tyne, elle devient avocate et membre du Parquet de la Chambre criminelle de la Cour de Londres.
Elle amorce une carrière en littérature en signant de son nom, Frances Hegarty, deux romans psychologiques dont l'acuité et l'atmosphère rappellent certains récits de Ruth Rendell.  Elle est toutefois plus connue pour ses romans policiers signés du pseudonyme de Frances Fyfield, notamment deux séries  ayant des héroïnes évoluant dans le milieu judiciaire.  La première, Helen West, est un procureur d'une trentaine d'années qui travaille en étroite collaboration, mais parfois aussi en conflits ouverts, avec le policier Geoffrey Bailey, de dix ans son aîné. La seconde, Sarah Fortune, est une avocate, fragilisée par de dures années d'apprentissage, qui défend avec un courage opiniâtre les faibles, flanquée de son aide et admirateur invétéré, l'obèse Malcolm Cook.   
Ses romans ont été traduits en quatorze langues différentes et certains ont été adaptés à la télévision.

## Œuvre

### Romans

#### SérieHelen West
- A Question of Guilt (1988)  Publié en français sous le titre Blanc comme veuve, traduit par Dominique Defert, Paris, Robert Laffont, 1992, 316 p.  (ISBN 2-221-07006-2) ; réédition, Paris, LGF, Le Livre de poche no 13698, 1995  (ISBN 2-253-13698-0)
- Trial by Fire (1990)  Publié en français sous le titre Un Feu qui couve, traduit par Dominique Defert, Paris, Robert Laffont, « Meurtres à l'anglaise », 1993, 264 p.  (ISBN 2-221-07008-9)
- Deep Sleep (1991)  Publié en français sous le titre Sommeil de mort, traduit par Dominique Defert, Paris, Presses de la Cité, « Sang d'encre », 1995, 264 p.  (ISBN 978-2-258-04114-1)
- Shadow Play (1993) Grand prix de littérature policière  Publié en français sous le titre Ombres chinoises, traduit par Alexis Champon, Paris, Presses de la Cité, « Sang d'encre », 1998, 276 p.  (ISBN 978-2-258-04558-3)
- A Clear Conscience (1994)  Publié en français sous le titre Un cas de conscience, traduit par Alexis Champon, Paris, Presses de la Cité, « Sang d'encre », 1998, 269 p.  (ISBN 2-258-04558-4)
- Without Consent (1996)  Publié en français sous le titre Apparences trompeuses, traduit par Alexis Champon, Paris, Presses de la Cité, « Sang d'encre », 1999, 324 p.  (ISBN 978-2-258-04858-4)

#### SérieSarah Fortune
- Shadows on the Mirror (1989)  Publié en français sous le titre Des ombres sur les miroirs, traduit par Dominique Defert, Paris, Robert Laffont, « Meurtres à l'anglaise », 1992, 241 p.  (ISBN 2-221-07007-0)
- Perfectly Pure and Good (1994)  Publié en français sous le titre Le Fantôme de la plage, traduit par Philippe Rouard, Paris, Presses de la Cité, « Sang d'encre », 1996, 276 p.  (ISBN 978-2-258-03901-8)
- Staring at the Light (1999)  Publié en français sous le titre En pleine lumière, traduit par Alexis Champon, Paris, Presses de la Cité, « Sang d'encre », 2001, 360 p.  (ISBN 978-2-258-05304-5)
- Looking Down (2004)  Publié en français sous le titre Le Saut de l'ange, traduit par Hubert Tézenas, Paris, Presses de la Cité, « Sang d'encre », 2006, 376 p.  (ISBN 978-2-258-06723-3)
- Safer Than Houses (2005)  Publié en français sous le titre Petits Jeux avec le feu, traduit par Hubert Tézenas, Paris, Presses de la Cité, « Sang d'encre », 2008, 288 p.  (ISBN 978-2-258-07564-1)
- Cold to the Touch (2006)
- Playing with Fire (2014)

#### Autres romans policiers
- Let's Dance	(1996)
- Blind Date (1998)  Publié en français sous le titre Le Fond de l'impasse, traduit par Alexis Champon, Paris, Presses de la Cité, « Sang d'encre », 2000, 384 p.  (ISBN 978-2-258-05085-3)
- Undercurrents (2000)  Publié en français sous le titre Une profonde affection, traduit par Dominique Wattwiller, Paris, Presses de la Cité, « Sang d'encre », 2002, 372 p.  (ISBN 978-2-258-05572-8)
- The Nature of the Beast (2001)  Publié en français sous le titre Les Profondeurs du mal, traduit par Thierry Pielat, Paris, Presses de la Cité, « Sang d'encre », 2003, 396 p.  (ISBN 978-2-258-05807-1)
- Seeking Sanctuary (2003)  Publié en français sous le titre Sanctuaire maudit, traduit par Hubert Tézenas, Paris, Presses de la Cité, « Sang d'encre », 2005, 348 p.  (ISBN 978-2-258-06221-4)
- The Art of Drowning (2006)  Publié en français sous le titre L'Art de la noyade, traduit par Hubert Tézenas, Paris, Presses de la Cité, « Sang d'encre », 2007, 384 p.  (ISBN 978-2-258-07485-9)
- Blood from Stone (2008)  Publié en français sous le titre Mort sur mesure, traduit par Hubert Tézenas, Paris, Presses de la Cité, « Sang d'encre », 2010, 360 p.  (ISBN 978-2-258-07950-2)
- Gold Digger (2012)
- Casting the First Stone (2012)

#### Autres romans signés Frances Hegarty
- The Playroom (1991), signé Frances Hegarty  Publié en français sous le titre Jeux d'enfants, Paris, Calmann-Lévy, 1992
- Half Light (1992), signé Frances Hegarty  Publié en français sous le titre Peinture au couteau, Paris, Calmann-Lévy, 1994

## Filmographie
- Helen West (2002) série télévisée
- The Blind Date (2000)
- Trial by Fire (1999) (TV)

## Prix et nominations

### Prix
- Silver Dagger Award 1991 pour Deep Sleep[1]
- Grand prix de littérature policière 1998 pour Ombres chinoises[2]
- Gold Dagger Award 2008 pour Blood from Stone[1]

### Nominations
- Prix Agatha 1989 du meilleur premier roman pour A Question of Guilt[3]
- Prix Edgar-Allan-Poe 1990 du meilleur premier roman pour A Question of Guilt[4]
- Gold Dagger Award 1990 pour Trial by Fire'[1]
- Gold Dagger Award 1994 pour A Clear Conscience[1]
- Gold Dagger Award 1999 pour Staring at the Light[1]
- Gold Dagger Award 2006 pour Safer than Houses[1]

## Source
- Claude Mesplède (dir.), Dictionnaire des littératures policières, vol. 1 : A - I, Nantes, Joseph K, coll. « Temps noir », 2007, 1054 p. (ISBN 978-2-910-68644-4, OCLC 315873251), p. 799.